# Протоханаанска писменост
Протоханаанската писменост или още Праханаанската, Древноханаанска писменост е наименованието на група писмени паметници разкрити основно през 30-те години на 20 век в Ханаан или Палестина.
Хронологически тези писмени знаци се поделят от три периода:
1. от 16 век пр.н.е.;
2. от 14 век пр.н.е.;
3. от 13 век пр.н.е.

Тази писменост или опит за създаване на писменост няма убедителна дешифровка. Според Морис Дюнан, откривателя на бибълската писменост, тези знаци са паметник за/от писмените експерименти в района по създаването на абджад. Според известния лингвист, първите две трети на 2-рото хил. пр.н.е. тази страна е център на писмени експерименти.
|  | Тази страница частично или изцяло представлява превод на страницата „Древнеханаанейское письмо“ в Уикипедия на руски. Оригиналният текст, както и този превод, са защитени от Лиценза „Криейтив Комънс – Признание – Споделяне на споделеното“, а за съдържание, създадено преди юни 2009 година – от Лиценза за свободна документация на ГНУ. Прегледайте историята на редакциите на оригиналната страница, както и на преводната страница, за да видите списъка на съавторите. ВАЖНО: Този шаблон се отнася единствено до авторските права върху съдържанието на статията. Добавянето му не отменя изискването да се посочват конкретни източници на твърденията, които да бъдат благонадеждни. |